# Estadio Eduardo Gallardón
Das Estadio Eduardo Gallardón  ist ein Fußballstadion in Lomas de Zamora (im gleichnamigen Partido) im Großraum der argentinischen Hauptstadt Buenos Aires. Es fasst bis zu 33.532 Zuschauer und ist die Heimspielstätte des Fußballvereins CA Los Andes.

## Geschichte
Das Gelände für das Stadion erwarb der Verein mit einem Beitrag der Vereinsmitglieder und einem Bankkredit.
Das Stadion wurde am 28. September 1940 bei einem Spiel gegen den CA Temperley eingeweiht und verfügte anfangs über eine Betontribüne mit Platz für 5000 Zuschauer. 1951 wurde das Stadion auf 17.000 Plätze erweitert. Mit Aufstieg des CA Los Andes in die Primera División wurden zwei weitere Tribünen gebaut, die 1962 fertiggestellt wurden. 1980 erhielt das Stadion den Namen des Vereinsgründers „Eduardo Gallardón“. Zuvor hatte es keinen offiziellen Namen gehabt und wurde als „Stadion von Los Andes“ bezeichnet.
Die Stadiontribünen wurden 1992 renoviert und es wurde eine Umrandung um den Spielfeldrand gebaut. Als Los Andes im Jahr 2000 erneut in die Primera aufstieg, wurden im Stadion weitere Renovierungen vorgenommen. Während der Bauarbeiten trug Los Andes seine Heimspiele im Estadio Ciudad de Lanús aus.
Ein neues Beleuchtungssystem wurde im Februar 2013 eingeweiht, das eine Installation von 24 neuen LED-Geräten mit jeweils 2.000 Watt umfasste.